# Earth (Lil Dicky)
Earth è un singolo del rapper statunitense Lil Dicky, pubblicato il 19 aprile 2019.

## Descrizione
La canzone presenta la voce ospite di Justin Bieber, Ariana Grande, Halsey, Zac Brown, Brendon Urie, Hailee Steinfeld, Wiz Khalifa, Snoop Dogg, Kevin Hart, Adam Levine, Shawn Mendes, Charlie Puth, Sia, Miley Cyrus, Lil Jon, Rita Ora, Miguel, Katy Perry, Lil Yachty, Ed Sheeran, Meghan Trainor, Joel Embiid, Tory Lanez, John Legend, Psy, Bad Bunny, Kris Wu, Backstreet Boys, e Leonardo DiCaprio.

## Video musicale
Il video musicale, dedicato alla salvaguardia della Terra, è stato pubblicato il 18 aprile 2019 sul canale YouTube del rapper e ha visto la partecipazione di Leonardo DiCaprio.

## Classifiche
| Classifica (2019) | Posizione massima |
| ----------------- | ----------------- |
| Australia         | 17                |
| Austria           | 27                |
| Belgio (Fiandre)  | 51                |
| Canada            | 3                 |
| Danimarca         | 12                |
| Germania          | 77                |
| Irlanda           | 18                |
| Lituania          | 57                |
| Norvegia          | 11                |
| Nuova Zelanda     | 20                |
| Paesi Bassi       | 36                |
| Regno Unito       | 21                |
| Repubblica Ceca   | 18                |
| Stati Uniti       | 17                |
| Svezia            | 35                |
| Svizzera          | 42                |
| Ungheria          | 38                |